# Plac Solidarności we Wrocławiu

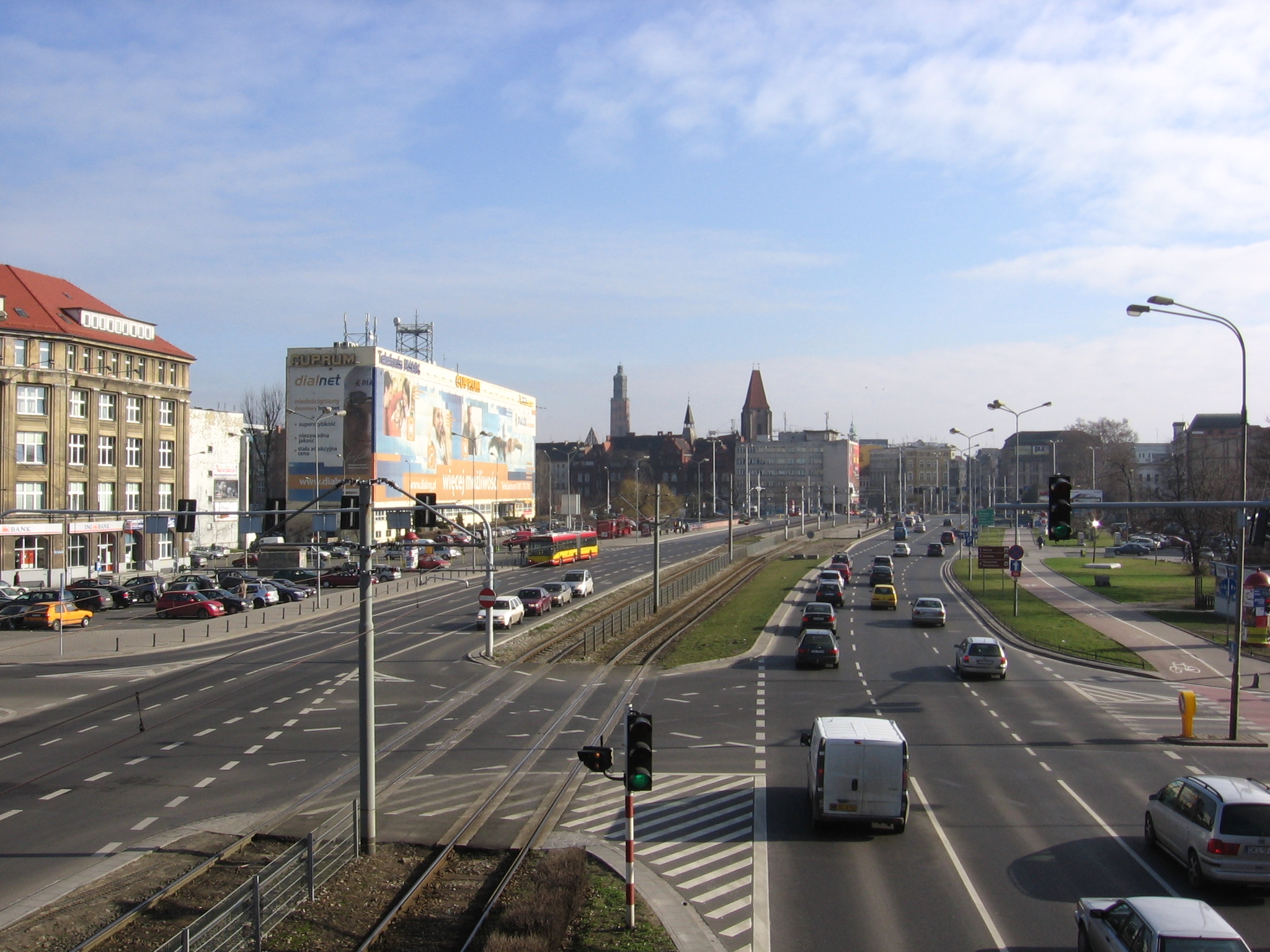
Plac Solidarności i plac Jana Pawła II

Plac Solidarności we Wrocławiu (do 2000 plac Czerwony) – plac we Wrocławiu, w zachodniej części miasta, sąsiadujący w ciągu ulicy Legnickiej z placem Jana Pawła II (dawniej nazywanym placem 1 Maja).
Przed likwidacją fortyfikacji miejskich w 1807 plac ten zlokalizowany był na przedpolu Bramy Mikołajskiej na terenie dawnej wsi Szczepin; znajdowało się tu rozwidlenie dróg, na którym zbiegał się główny trakt prowadzący w kierunku Legnicy (ulicą Legnicką) i dalej do Berlina z lokalną drogą do Popowic (ulicą Rybacką).
Po wyburzeniu murów zlokalizowano tu wartownię wojskową (Nikolai-Tor Wachthaus - "Wartownia Bramy Mikołajskiej"); Bramę Mikołajską zburzono w 1820, a samą wartownię zlikwidowano w 1862. Na jej miejscu powstał plac o kształcie trapezu o przybliżonych wymiarach 100×[50...90] metrów, który swą indywidualną niem. nazwę Wachtplatz ("plac Wartowniczy") uzyskał około 1894.
Zabudowa placu została doszczętnie zrujnowana w czasie oblężenia Festung Breslau, tak jak zabudowa całego ciągu ulicy Legnickiej i sąsiadującego placu Jana Pawła II. Zachował się jedynie budynek dawnej fabryki tytoniu (pl. Solidarności 1-3-5) wybudowanej według projektu A. Wedemanna w latach 1908-1909. Odbudowa miasta w tym rejonie spowodowała zatracenie przedwojennego zarysu placu do tego stopnia, że wraz z sąsiadującym z nim placem Jana Pawła II, stanowi jeden wspólny, obszerny węzeł komunikacyjny, na którym zbiegają się ulice Legnicka, Rybacka, Jacka Kaczmarskiego, Drzewna, Sokolnicza i Nabycińska (formalnie docierające do placu Solidarności) oraz Ruska, św. Mikołaja, Podwale i Legnicka (formalnie krzyżujące się z placem Jana Pawła II).
Etymologia powojennej nazwy placu nie jest jasna: mógł kojarzyć się z jego moskiewskim pierwowzorem, zwłaszcza wobec faktu, że cała okoliczna zabudowa została zburzona i sprawiał wrażenie znacznie większego niż w rzeczywistości. Niektórzy twierdzą, że nazwa placu może wywodzić się od koloru cegły, który dominował na placu wskutek wojennych zniszczeń.
Fabrykę tytoniu po wojnie zajmowały różne instytucje, do 1989 znajdował się tu Wojewódzki Związek Spółdzielni Pracy. Po przełomie ustrojowym w Polsce przestała istnieć racja bytu centrali spółdzielczej; jednocześnie po ponownej legalizacji związku zawodowego „Solidarność” zaistniała potrzeba przywrócenia mu siedziby władz regionalnych (poprzednio, w latach 1980-1981, mieściła się ona przy ul. Mazowieckiej). Podjęta została decyzja o przydzieleniu tego budynku Zarządowi Regionu NSZZ „Solidarność”. Obecnie oprócz regionalnych władz Związku mieszczą się w tym budynku także inne firmy, on sam natomiast pozostaje własnością związkową.
W roku 2000, w 20. rocznicę powstania NSZZ „Solidarność”, nazwę placu Czerwonego zmieniono na plac Solidarności.